# تیلور سوئیفت (آلبوم)
تیلور سوئیفت (انگلیسی: Taylor Swift) نخستین آلبوم استودیویی و هم‌عنوان تیلور سوئیفت، خواننده-ترانه‌پرداز آمریکایی است. این آلبوم در ۲۴ اکتبر ۲۰۰۶ از طریق بیگ مشین رکوردز منتشر شد.
در سال ۲۰۰۴، سوئیفت در چهارده سالگی برای دنبال کردن حرفهٔ خود به عنوان یک خواننده-ترانه‌پرداز کانتری، از پنسیلوانیا به تنسی نقل مکان کرده بود. او قراردادی با انتشارات موسیقی سونی/ای‌تی‌وی و در سال ۲۰۰۵ با بیگ مشین رکوردز بست تا در حین تحصیل سال اول دبیرستان روی نخستین آلبوم خود کار کند. در حین نوشتن یازده قطعه، سوئیفت سه قطعه را خودش به تنهایی و سایر قطعه‌های آلبوم را با رابرت الیس اورال، برایان ماهر، آنجلو پتراگلیا و لیز رز نوشت.
اشعار آلبوم در مورد دیدگاه‌های سوئیفت در حین زندگی در دوران نوجوانی، سر و کار داشتن با روابط عاشقانه، دوستی‌ها و ناامنی است. این آلبوم در درجه اول شامل عناصر موسیقی کانتری با حال و هوای پاپ و پاپ راک است که با سازهای آکوستیک مانند گیتار، بانجو و ویولن همراه است. منتقدان گفته‌اند که صدای پاپ متقاطع این آلبوم زمینه را برای دیسکوگرافی کانتری پاپ بعدی سوئیفت ایجاد کرد. پنج تک‌آهنگ از جمله پاپ رادیو متقاطع «اشک‌ها بر روی گیتارم» و تک‌آهنگ‌های شمارهٔ یک ترانه‌های داغ کانتری «آهنگ ما» و «باید نه می‌گفتی» از تیلور سوئیفت پشتیبانی کردند. سوئیفت با برقراری ارتباط با مخاطبان خود از طریق مای‌اسپیس، آغاز یک تور رادیویی شش‌ماهه در سال ۲۰۰۶ و گشایش تورهایی برای سایر هنرمندان کانتری در طی سال‌های ۲۰۰۶–۲۰۰۷، آلبوم را تبلیغ کرد.
پس از انتشار آلبوم، منتقدان حساسیت روند کلی آلبوم و توانایی‌های ترانه‌سرایی سوئیفت در سنین جوانی را ستودند. تیلور سوئیفت در آکادمی جوایز موسیقی کانتری ۲۰۰۸ نامزد دریافت آلبوم سال شد و به سوئیفت کمک کرد تا از جمله نامزدی دریافت جایزهٔ گرمی برای بهترین هنرمند جدید، افتخارات خود را کسب کند. این آلبوم برای بیست و چهار هفته در صدر جدول آلبوم‌های برتر کانتری ایالات متحده قرار گرفت و و طولانی‌ترین آلبوم با حضور در جدول بیلبورد ۲۰۰ دههٔ ۲۰۰۰ بود. آلبوم هفت بار گواهی‌نامه پلاتین از انجمن صنعت ضبط موسیقی ایالات متحده آمریکا (آرآی‌ای‌ای) دریافت کرد و سوئیفت را به نخستین هنرمند تک‌خوان زن کانتری تبدیل کرد که هر ترانه از آلبومش که نخستین گواهی پلاتینش را دریافت می‌کند، خودش به تنهایی یا به صورت مشترک نوشته‌است. روزنامه نگاران موفقیت تیلور سوئیفت را ناشی از بازاریابی آنلاین غیرمعمول با تبلیغات سنتی رادیویی دانستند که باعث ایجاد جمعیتی جوان‌تر در مخاطبان کانتری می‌شود—که عمدتاً از شنوندگان میانسال تشکیل شده بود.

## پیش‌زمینه

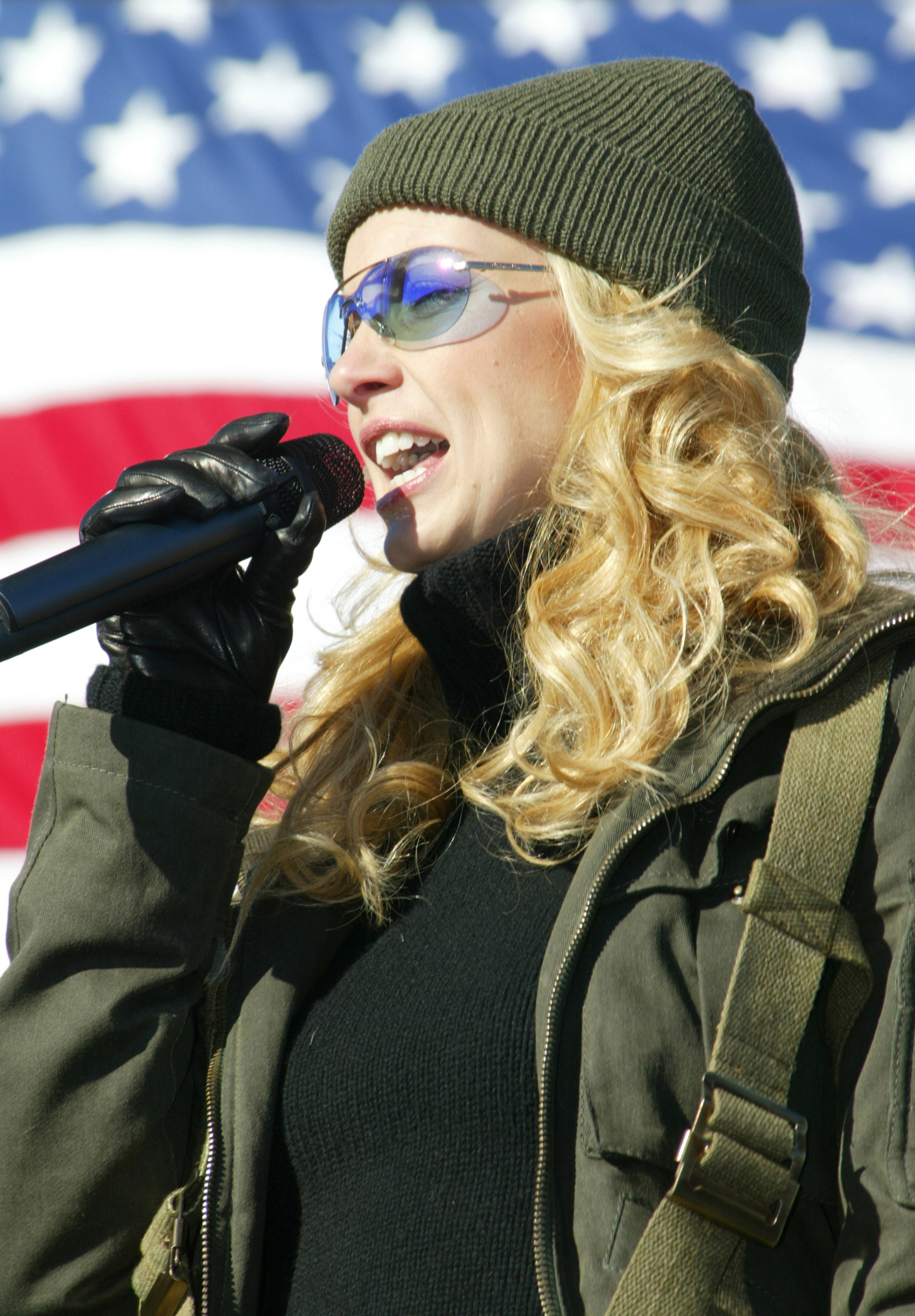
فیث هیل، خواننده‌ کانتری در حال اجرا در کنسرتی رایگان، ۱۳ فوریه ۲۰۰۹.

تیلور سوئیفت که در سال ۱۹۸۹ در پنسیلوانیا به دنیا آمد، علاقه اولیه‌ای به هنرهای نمایشی پیدا کرد. سوئیفت پس از تماشای مستندی در مورد خوانندهٔ کانتری، فیث هیل، اطمینان یافت که باید به نشویل، تنسی—پایتخت موسیقی کانتری—برود و به عنوان خوانندهٔ کانتری فعالیت کند. سوئیفت در یازده سالگی به همراه مادرش به نشویل رفت تا برای بستن قرارداد ضبط با یک ناشر موسیقی نوارهای آزمایشی بازخوانی کارائوکه را بنوازد. او رد شد زیرا ناشرهای موسیقی بر این باور بودند که جمعیت میانسال موسیقی کانتری یک دختر نوجوان را گوش نمی‌دهد و همچنین سوئیفت قاطعانه به این موضوع اعتقادی نداشت.
سوئیفت در بازگشت به پنسیلوانیا سوئیفت فهمید که باید خود را از سایر خوانندگان کانتری متمایز کند. به همین منظور، او در دوازده سالگی با کمک یک تعمیرکار کامپیوتر که یک‌بار کامپیوتر خانواده‌اش را درست کرده بود، نواختن گیتار را آموخت و خودش شروع به نوشتن ترانه کرد. علاقه سوئیفت به موسیقی کانتری او را از سایر همسالان خود دور کرد. اجرای او با عنوان «پرچم پرستاره» در اوپن ۲۰۰۳ ایالات متحده توجه مدیر موسیقی، دن دایمترو را به خود جلب کرد، که به سوییفت سیزده ساله کمک کرد تا در زمینه توسعه استعداد هنری با آرسی‌ای رکوردز در نشویل قراردادی ببندد. پدرش برای کمک به کارهای هنری سوئیفت به موقعیت شغلی در نشویل منتقل شد و خانواده وی در حالی که چهارده ساله بود، در سال ۲۰۰۴ در هندرسون‌ویل، شهر نزدیک به نشویل نقل مکان کردند.

## فهرست قطعه‌ها
| تیلور سوئیفت – نسخهٔ استاندارد | تیلور سوئیفت – نسخهٔ استاندارد | تیلور سوئیفت – نسخهٔ استاندارد          | تیلور سوئیفت – نسخهٔ استاندارد | تیلور سوئیفت – نسخهٔ استاندارد |
| شماره                         | نام                           | نویسنده(ها)                            | تهیه‌کننده(ها)                 | مدت                           |
| ----------------------------- | ----------------------------- | -------------------------------------- | ----------------------------- | ----------------------------- |
| ۱.                            | «تیم مک‌گرا»                   | تیلور سوئیفت لیز رز                    | نیتن چپمن                     | ۳:۵۴                          |
| ۲.                            | «تصویر سوزاندنی»              | سوئیفت رز                              | چپمن                          | ۲:۵۵                          |
| ۳.                            | «اشک‌ها بر روی گیتارم»         | سوئیفت رز                              | چپمن                          | ۳:۳۵                          |
| ۴.                            | «A Place in This World»       | سوئیفت رابرت الیس اورال آنجلو پتراگلیا | چپمن                          | ۳:۲۲                          |
| ۵.                            | «Cold as You»                 | سوئیفت رز                              | چپمن                          | ۴:۰۱                          |
| ۶.                            | «The Outside»                 | سوئیفت                                 | اورال چپمن [ نکته ۱ ]         | ۳:۲۹                          |
| ۷.                            | «Tied Together with a Smile»  | سوئیفت رز                              | چپمن                          | ۴:۱۱                          |
| ۸.                            | «Stay Beautiful»              | سوئیفت رز                              | چپمن                          | ۳:۵۸                          |
| ۹.                            | «باید نه می‌گفتی»              | سوئیفت                                 | چپمن                          | ۴:۰۴                          |
| ۱۰.                           | «Mary's Song (Oh My My My)»   | سوئیفت رز برایان ماهر                  | چپمن                          | ۳:۳۵                          |
| ۱۱.                           | «ترانه ما»                    | سوئیفت                                 | چپمن                          | ۳:۲۴                          |
| مجموع مدت:                    | مجموع مدت:                    | مجموع مدت:                             | مجموع مدت:                    | ۴۰:۲۸                         |